# Cultura Wadi Rabah
La cultura Wadi Rabah és una cultura arqueològica del Neolític ceràmic del Llevant meridional. Es va desenvolupar a mitjans del V mil·lenni aC.
La cultura Wadi Rabah va succeir a la jamukiana, que s'estenia al llarg de la costa fins a Biblos, i la lodiana (Jericó IX). Tanmateix a la Vall d'Hula, al nord-est de la regió, el jarmukià hi era absent, així com a la part baixa del Jordà.
Aquesta cultura va ser identificada per primer cop al jaciment de Tell es-Sultan, l'antic Jericó, pels arqueòlegs britànics John Garstang i Kathleen Kenyon en excavacions separades. Kenyon va batejar aquest període a Jericó amb el nom de "Neolític ceràmic B". El nom "Wadi Rabah" es va començar a utilitzar en la literatura arqueològica gràcies a les excavacions de l'arqueòleg israelià Jacob Kaplan al jaciment de Wadi Rabah.
Aquesta cultura es coneix per una petita quantitat de jaciments, en alguns dels quals s'hi van descobrir restes de petites estructures rectangulars. Algunes estructures més grans es van trobar als jaciments de Munhata, Wadi Rabah i Ein el-Jarba, tot i que l'arqueòleg israelià Yosef Garfinkel suggereix que s'haurien erigit també grans estructures de pati durant aquest període, com les que es van trobar a Xa'ar HaGolan de la cultura jarmukiana anterior (c. 6400 – 6000 aC) o a Tel Tsaf del posterior Calcolític inicial/mitjà (c. 5300–4500 aC).